# Creoleon chappuisi
Creoleon chappuisi is een insect uit de familie van de mierenleeuwen (Myrmeleontidae), die tot de orde netvleugeligen (Neuroptera) behoort. 
Creoleon chappuisi is voor het eerst wetenschappelijk beschreven door Navás in 1936.